# ليلة القبض على فاطمة
ليلة القبض على فاطمة هي مجموعة قصصيّة كتبتها الأديبة المصرية سكينة فؤاد، وصدرت للمرة الأولى عن مؤسسة أخبار اليوم للطباعة والنشر والتوزيع ضمن سلسلة كتاب اليوم في عام 1980، وتُرجمت إلى اللغة الفرنسيّة كما اقتُبس عن قصصها عدد من الأعمال الفنية.

## عن الكتاب
يتألّف كتاب ليلة القبض على فاطمة من مجموعة قصصية تضم 4 قصص، وتحمل هذه القصص العناوين التالية:
- ليلة القبض على فاطمة[2]
- زمن الحب
- عندما يتعرى اللحم
- قصة تافهة

## الأعمال الفنية المُقتبسة
اقتُبس عن إحدى قصص الكتاب في عام 1982 مسلسلًا تليفزيونيًّا بعنوان «ليلة القبض على فاطمة» أخرجه المُخرج المصري محمد فاضل وقام ببطولته فاروق الفيشاوي وفردوس عبد الحميد، ثُمّ اقتُبس عن نفس القصّة في عام 1984 فيلم سينمائيّ حمل عنوان «ليلة القبض على فاطمة» أخرجه المخرج المصري هنري بركات وقام ببطولته فاتن حمامة وشكري سرحان وصلاح قابيل. اقتُبس عن نفس القصّة أيضًا مُسلسل إذاعي أخرجه علي عيسى وقامت ببطولته فاتن حمامة وألف ألحانه الموسيقار الراحل بليغ حمدي.

## روابط خارجية
- صفحة الرواية على موقع جود ريدز